# Summertime (film, 2016)
Pour les articles homonymes, voir Summertime (homonymie).
Pour plus de détails, voir Fiche technique et Distribution.
Summertime (L'estate addosso) est un film italien réalisé par Gabriele Muccino, sortie en 2016.
Il raconte l'histoire de deux adolescents italiens, Marco et Maria, qui partent passer leurs vacances à San Francisco. Là-bas, ils sont accueillis par Matt et Paul, un couple de jeunes homosexuels avec lesquels ils vont se lier d'amitié.

## Synopsis
Marco est un adolescent italien dont la vie ressemble à celles des autres adolescents de son âge : il passe son temps avec ses amis à discuter des filles et à consommer de la drogue. Parmi ses amis, un certain Vulcano qui rêve d'être volcanologue et de partir vivre aux États-Unis. Il ne semble pourtant pas à l'aise dans son groupe d'amis et s'interroge sur la futilité de ces discussions. Marco passe finalement son baccalauréat et s'interroge sur son avenir et les études qu'il souhaite suivre. La présentation du personnage de Marco est alors brutalement interrompue par un accident de scooter qui le blesse et l'empêche de quitter Rome pendant les vacances d'été. Marco reçoit finalement un chèque de 3 000 € de l'assurance en réparation de son accident de scooter. Il téléphone à son ami Vulcano, alors installé à Palo Alto aux États-Unis, qui lui propose de venir visiter les États-Unis et lui indique qu'il pourrait être hébergé gratuitement chez deux de ses amis qui habitent à San Francisco.
Alors que Marco prépare son départ pour les États-Unis, il est contacté par Maria, une autre amie de Vulcano qui a également été invitée par ce dernier. Marco est déçu que Vulcano ait aussi proposé ce voyage à Maria. Bien que Marco et Maria se connaissent déjà, tous deux ne s'apprécient pas du tout. Marco reproche à Maria d'être une fille coincée et rigoriste.
Marco et Maria arrivent à San Francisco où ils sont accueillis à l'aéroport par Paul et Matt, deux jeunes adultes américains. Maria est choquée lorsqu'elle apprend que Paul et Matt sont en couple. Maria, catholique pratiquante issue d'une famille conservatrice, est ouvertement homophobe à son arrivée à San Francisco : elle traite ses hôtes de pédés et de pervers.
Marco et Maria souhaitent alors en savoir plus sur la manière dont Paul et Matt se sont rencontrés. Matt commence à raconter l'histoire qui se déroule alors à la Nouvelle Orléans et révèle sa bisexualité. Ce dernier travaille dans un restaurant lorsqu'il fait la connaissance de Jules, la sœur de Paul. Matt et Jules se fréquentent de plus en plus souvent et finissent par sortir ensemble. Jules est contrainte de quitter la Nouvelle Orléans. Paul est mal à l'aise avec cette histoire et ne souhaite pas la raconter à Marco et Maria mais Matt le convainc de se libérer et d'accepter ; le récit reprend. Paul prend alors contact avec Matt et une histoire d'amour débute entre les deux alors que Jules pense toujours être en couple avec Matt. A son retour, Jules pense retrouver Matt mais elle découvre finalement que Matt sort avec son propre frère, Paul. Jules est bouleversée par sa découverte, elle se réfugie chez ses parents. Paul arrive à la maison familiale où il a une discussion houleuse avec ses parents qui n'avaient pas connaissance de son homosexualité et ne l'acceptent pas. Paul et Matt décident de quitter la Nouvelle Orléans et de prendre la route. Ils voyagent à travers les États-Unis puis décident de s'installer à San Francisco où ils mènent une vie heureuse.
Paul et Matt font visiter San Francisco à leurs invités et une véritable amitié se lie entre les personnages. Marco et Maria se sentent tellement bien qu'ils décident de repousser à plusieurs reprises leur date de départ.
Au fur et à mesure du film, Marco développe des sentiments pour Maria et éprouve du désir pour cette dernière alors qu'ils dorment dans le même lit. Ces sentiments ne sont pas réciproques pour Maria qui tombe amoureuse de Matt ; elle profite d'un moment d'intimité pour l'embrasser. Marco est frustré que Maria n'ait pas de sentiments pour lui.
Alors que la fin du séjour approche, Paul et Matt proposent à Marco et Maria de partir quelques jours à Cuba avant de se séparer. Là-bas, leur amitié atteint son summum et tous semblent inséparables. Ils n'auront jamais vu Vulcano de toute la durée de leur séjour.
Finalement, Marco et Maria partent pour New York, dernière étape de leur séjour où un ami de Maria a proposé de les héberger. Les adieux avec Paul et Matt sont déchirants. Marco et Maria pleurent leurs hôtes et déjà des tensions apparaissent entre Marco et Maria. A New York, Marco surprend Maria dans le lit avec leur hôte new yorkais ce qui crée des tensions entre les deux italiens.
Sur le retour pour Rome, Marco et Maria ne s'adressent pas la parole, tous leurs liens semblent rompus. Arrivés à l'aéroport, chacun part dans une direction avec sa famille respective. On apprend que Marco va commencer ses études pour devenir vétérinaire et que Maria est partie étudier à Londres. Marco s'interroge sur ce que vont devenir Paul et Matt.

## Fiche technique
Sauf indication contraire, les informations mentionnées dans cette section peuvent être confirmées par la base de données cinématographiques IMDb,  présente dans la section « Liens externes ».
- Titre : Summertime
- Titre original : L'estate addosso
- Réalisateur : Gabriele Muccino

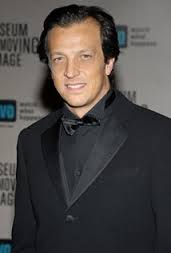
Gabriele Muccino en 2015, le réalisateur du film.

- Scénario : Gabriele Muccino et Dale Nall
- Photographie : Paolo Caimi
- Musique : Jovanotti
- Montage : Valentina Brunetti
- Société de production : Indiana Production
- Pays d'origine :  Italie
- Durée : 103 minutes
- Date de sortie :
  - Italie : 15 septembre 2016
  - France : 16 août 2017

## Contexte

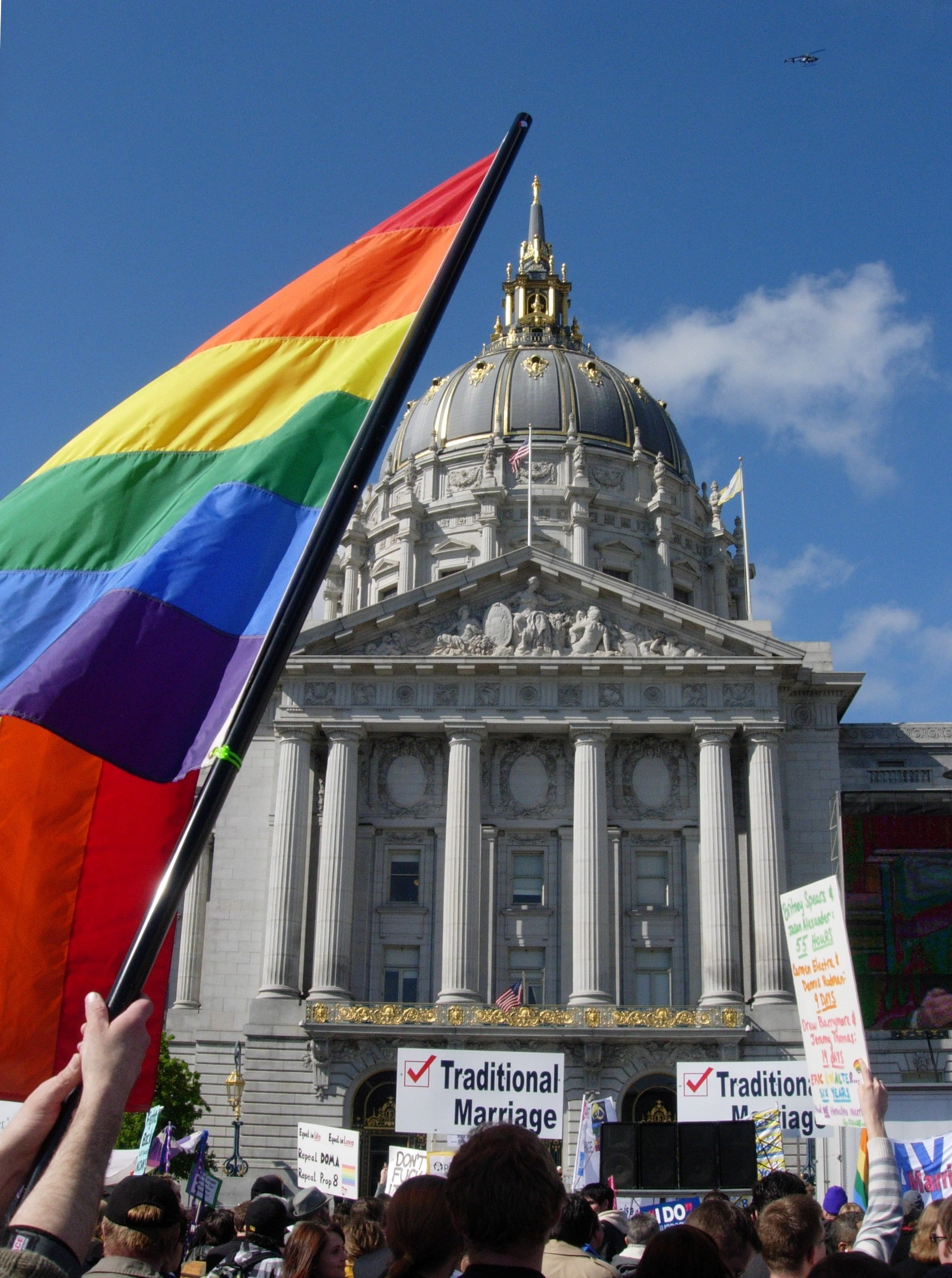
Manifestations en faveur du mariage homosexuel devant la mairie de San Francisco en mars 2009.

## Distribution
Sauf indication contraire, les informations mentionnées dans cette section peuvent être confirmées par la base de données cinématographiques IMDb,  présente dans la section « Liens externes ».
- Matilda Lutz : Maria
- Brando Pacitto : Marco
- Joseph Haro : Paul
- Taylor Frey : Matt
- Jessica Rothe : Jules
- Scott Bakula : le père de Paul
- Laura Cayouette : la mère de Paul
- Tatiana Luter : Amy

## Accueil critique

### Presse
Pour Le Monde, Summertime « se regarde plaisamment » bien que le journaliste regrette « l'usage intempestif de la musique » et « l’écriture parfois niaise des dialogues ». Le Journal du dimanche compare le film à Jules et Jim de François Truffaut mais le qualifie de « mièvre et raté ».

## Distinction
Sauf indication contraire, les informations mentionnées dans cette section peuvent être confirmées par la base de données cinématographiques IMDb,  présente dans la section « Liens externes ».
| Année | Cérémonie, récompense ou festival | Lieu / Pays | Prix ou sélection     | Nommé(e)         | Résultat |
| ----- | --------------------------------- | ----------- | --------------------- | ---------------- | -------- |
| 2016  | Mostra de Venise                  | Italie      | Queer lion            | Gabriele Muccino | Nommé    |
| 2016  | Mostra de Venise                  | Italie      | Soundtrack Star Award | Jovanotti        | Gagnant  |